# Antiguo Hawái
El antiguo Hawái fue una civilización formada por pueblos polinesios que llegaron a las islas entre los siglos IV y XIII d. C. Desarrollaron una cultura propia, con una sociedad jerarquizada dirigida por jefes (aliʻi) y guiada por el sistema religioso kapu, que regulaba la vida cotidiana. Eran expertos navegantes, pescadores y agricultores, y adoraban a varios dioses como Kāne, Kū y Lono. En 1810, el jefe Kamehameha I unificó las islas y fundó el Reino de Hawái.

## Historia (hasta la unificación Hawaiana)
El archipiélago de Hawái fue habitado por primera vez entre los siglos IV y VII d. C., por pueblos navegantes polinesios que llegaron a las islas Marquesas. Más tarde, entre los siglos X y XIII, nuevas olas migratorias procedentes de Tahití trajeron consigo su lengua, religión, costumbres y organización social. Así, con el tiempo, se desarrolló una sociedad compleja, profundamente religiosa y jerárquica, basada en la agricultura (como el cultivo del taro) y la pesca.
La sociedad hawaiana estaba estructurada en clases claramente definidas. En la cima se encontraban los aliʻi (nobles o jefes), seguidos por los kahuna (sacerdotes y sabios), los makaʻāinana (campesinos y trabajadores comunes), y los kauwā (sirvientes o esclavos). Toda la vida estaba regida por el sistema kapu, un conjunto de normas sagradas que determinaban qué era permitido o prohibido según el rango social y el contexto religioso.
Antes de su unificación, las islas hawaianas estaban divididas en diversos reinos independientes. Cada isla principal —Hawaiʻi, Maui, Oʻahu, Kauaʻi, Molokaʻi, entre otras— estaba gobernada por su propio jefe supremo, y las guerras entre ellos eran frecuentes. Las alianzas estratégicas mediante matrimonios eran comunes, y el poder se disputaba constantemente.
El punto de quiebre llegó en 1778, cuando el explorador británico James Cook llegó a las islas, convirtiéndose en el primer europeo en documentar su existencia. Aunque al principio fue recibido con respeto, fue asesinado un año después durante un conflicto en la isla de Hawaiʻi. Este contacto marcó el inicio de una nueva etapa, con la llegada de armas de fuego, enfermedades desconocidas y nuevas formas de comercio, que alteraron profundamente el equilibrio entre los jefes isleños.
A finales del siglo XVIII, surgió una figura clave: Kamehameha I, un poderoso jefe de la isla de Hawaiʻi. Con gran habilidad militar y política, y el apoyo de armas extranjeras y asesores europeos, inició una serie de campañas para conquistar y unificar las islas. En 1795, tras la decisiva Batalla de Nuʻuanu en la isla de Oʻahu, logró derrotar a sus principales rivales y controlar la mayoría del archipiélago.
Finalmente, en 1810, los jefes de Kauaʻi y Niʻihau —últimas islas independientes— aceptaron unirse pacíficamente bajo su mando, completando así la unificación del archipiélago bajo un solo reino: el Reino de Hawái, con Kamehameha I como su primer rey.  